# Neuville (Corrèze)
Neuville è un comune francese di 201 abitanti situato nel dipartimento della Corrèze nella regione della Nuova Aquitania.

## Società

### Evoluzione demografica
Abitanti censiti